# Школа № 1212 Щукино
ГБОУ «Школа № 1212 Щукино» — средняя общеобразовательная школа с углублённым изучением немецкого языка. Расположена в районе Щукино Северо-Западного административного округа Москвы.

## История
Школа была открыта в 1955 году как средняя общеобразовательная школа. Пятиэтажное здание школы из силикатного кирпича построено по типовому проекту Л. А. Степановой. Фасад школы разработал архитектор С. Д. Юсин. Вход выделялся портиком (изменён после ремонта). В простенках пятого этажа помещены медальоны с портретами М. В. Ломоносова, А. С. Пушкина, А. М. Горького и В. В. Маяковского. Над карнизом возвышался картуш (утрачен).
С 1956 года школа носила № 725. В то время директором школы был Константин Семёнович Ломанов, в 1963 году ставший директором школы № 34 (ныне № 1210). В 1965 году 725-я школа стала школой № 57 с углублённым изучением немецкого языка. Школа начала международное сотрудничество сперва со школами ГДР, а после объединения Германии — со школами ФРГ.
В конце 1970-х — начале 1980-х учащиеся школы № 57 под руководством учительницы биологии Клавдии Арсентьевны Шильминой организовали в Серебряном Бору экологическую тропу. В 1987 году согласно решению коллегии министерства просвещения СССР школе был присвоен № 1212.
В середине 2000-х годов на средства компании «Дон-Строй» в школе был произведён ремонт и благоустройство территории. С 2010 года школа № 1212 имеет статус школы-партнёра Федеративной Республики Германии. В 2012 году к школе присоединили два дошкольных образовательных учреждения № 383 и № 851, а также здание по адресу 1-й Волоколамский проезд, дом 9, где разместились начальные классы.

## Образовательная деятельность
В школе № 1212 обучаются около 500 детей. В школе работает более 60 учителей, среди которых многие имеют высшую квалификацию и имеют звание «Почетный работник общего образования». Четыре молодых учителя являются победителями разных этапов конкурса «Учитель года». По данным на третий квартал 2014 года, средняя зарплата учителя составляла 66 067,5.
Школа № 1212 является единственной в округе с углублённым изучением немецкого языка. Немецкий язык здесь преподают со 2-го класса, а английский — с 5-го. В старших классах два предмета — технический перевод и немецкая литература — преподаются на немецком языке. В 2020 году в старших классах открылись группы профильного обучения, готовящих школьников к поступлению в медицинские университеты.
Школа № 1212 сотрудничает с различными школами Германии и Австрии, куда ученики могут ездить по программе обмена. Среди этих школ гимназия «Collegium Johanneum» в коммуне Остбеверн, гимназия «Galilei-Gymnasium» города Хамм, коммерческое училище (BHAK/BHAS) города Амштеттен, а также (с 1966 года) гимназия «Carolinum» города Нойштрелиц.
В 2006 году школа № 1212 вошла в рейтинг лучших школ Москвы, составленный газетой «Известия». В сентябре 2013 года школа № 1212 заняла 149 место в рейтинге лучших школ Москвы, составленном департаментом образования по результатам образовательной деятельности. В 2017 году немецкая школа № 1212 вошла в официальный рейтинг 500 лучших школ России.
Структурные подразделения:
- Основное здание (ул. Маршала Рыбалко, д.14)
- Здание начальной школы (1-й Волоколамский пр., д.9, к.1)
- Здание дошкольного отделения № 1 (ул. Маршала Конева, домовл.6, к.1)
- Здание дошкольного отделения № 2 (3-й Волоколамский пр., д.14, к.3)

Учителя, отмеченные наградами:
- Шаповалова Ирина Дмитриевна (учитель немецкого языка) — лауреат премии от Klett в номинации «Лучший учитель немецкого языка как 1 ин. яз.»[28], заслуженный учитель Российской Федерации[29].
- Митькин Александр Сергеевич (учитель истории) — финалист конкурса «Учитель года Москвы — 2005»[30].
- Корзина Наталья Сергеевна (учитель начальных классов) — победитель окружного этапа конкурса «Учитель года Москвы — 2008»[31].
- Зяблова Екатерина Николаевна (учитель начальных классов) — победитель нацпроекта «Образование-2009»[32].

## Директора школы
| Даты                | Директор                       |
| ------------------- | ------------------------------ |
| 1955 (?) — 1963 (?) | Константин Семёнович Ломанов   |
| 1963 (?) — 1980     | Григорий Игнатьевич Шадрин     |
| 1980 — 1998         | Людмила Николаевна Попкова     |
| 1998 — 2000         | Галина Ивановна Блинова        |
| 2001 — 2020         | Мария Валерьевна Ким           |
| 2020 — 2025         | Юлия Александровна Горностаева |
| 2025 — н. в.        | Елена Алексеевна Санина        |

## Известные выпускники
- Лавейкин, Александр Иванович — советский космонавт, Герой Советского Союза[7][37][38]. 12 апреля 2024 года в школе была торжественно открыта парта Александра Лавейкина[39].
- Анисин, Вячеслав Михайлович — советский хоккеист, заслуженный мастер спорта СССР[7][40].
- Трегубова, Елена Викторовна — российская журналистка[7].